# Jabloňka (přírodní památka)
Jabloňka je přírodní památka na území Prahy-Libně. Oblast spravuje Agentura ochrany přírody a krajiny ČR. Toto chráněné území bylo vyhlášeno chráněný přírodní výtvor v roce 1968. V roce 1990 byla přírodní památka vyhlášena za součást přírodního parku Drahaň-Troja a také územního systému ekologické stability. Orgánem ochrany je Magistrát hlavního města Prahy. Důvodem ochrany je skalní útvar jako význačný geologický a krajinný prvek a současně i geologický profil skály tvořené ordovickými vrstvami a porostlé xerotermní vegetací. Do roku 1887 na území chráněné oblasti fungoval lom, který však nezpůsobil zánik lokality. Část krajiny se stepními trávníky a křovinnými porosty byla využívána zemědělci.
Na lokalitě se vyskytuje teplomilná vegetace, např. oman německý (Inula germanica) a bělozářka liliovitá (Anthericum liliago).
Přírodní památka Jaboňka patří k soustavě NATURA 2000 kvůli tomu, že je významnou lokalitou pro výskyt ptáků. Lze tady najít např. pěnici pokřovní (Sylvia curruca) a pěnici černohlavou (Sylvia atricapilla).

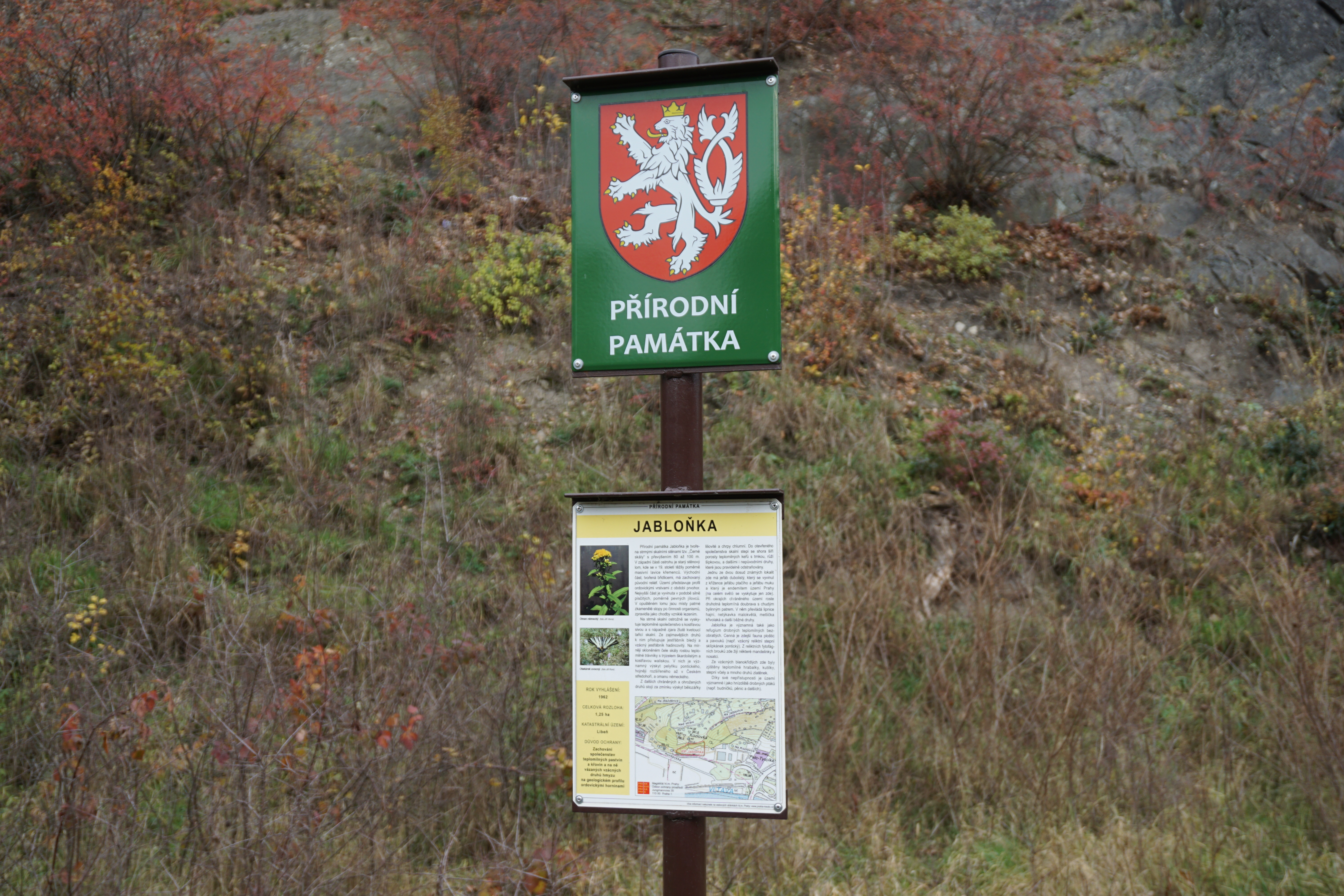
Informační tabule o PP Jabloňka

## Historie

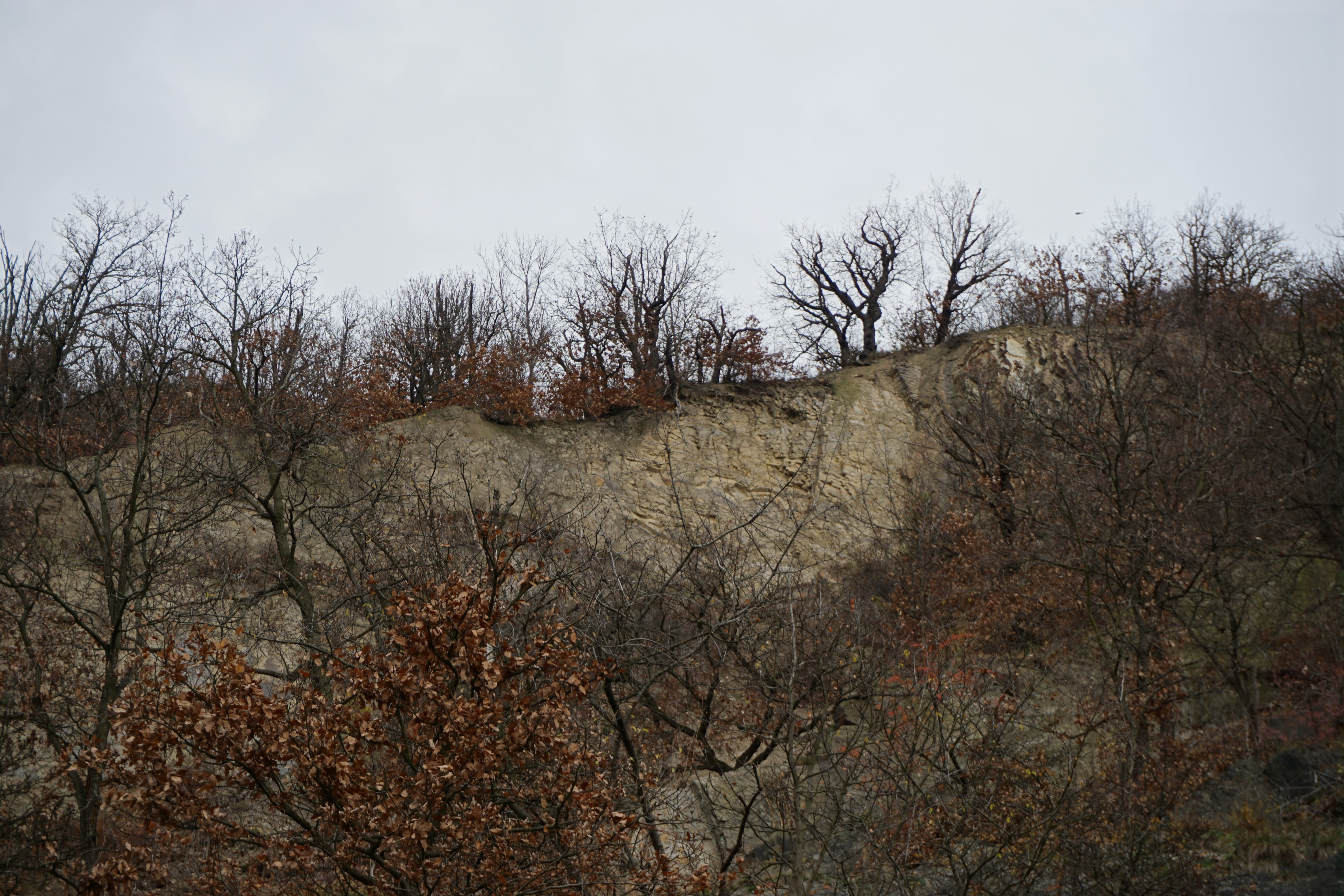
Skála Jabloňka

Již od paleolitu se toto území využívalo pro pastvu (do čtyřicátých let 20. století) a klučení topného dřeva. Do konce 19. století lokalita sloužila jako vinice, sady a zahrady. Později byla zahájena těžba křemence (do roku 1887). Ten byl využíván pro výrobu dlažebních kostek a také ve stavebnictví. Plocha chráněného území byla využita pro pěstování zeleniny (do konce šedesátých let 20. století). Potom se zde začaly šířit křoviny a jiné druhy zavlečených dřevin. Jejich šíření způsobilo řadu nežádoucích jevů, např. průnik nitrofilů. Toto chráněné území bylo vyhlášeno CHPV v roce 1968. V roce 1990 byla přírodní památka Jabloňka vyhlášena za součást přírodního parku Drahaň-Troja a také územního systému ekologické stability.

## Přírodní poměry
Přírodní památka Jabloňka se nachází v katastrálním území Libeň na pravém břehu Vltavy a rozkládá se na strmém svahu mezi Pelc-Tyrolkou a ústím Trojské ulice. Celková výměra chráněného území je 1,25 ha. Součástí chráněného území je zámeček Jabloňka.

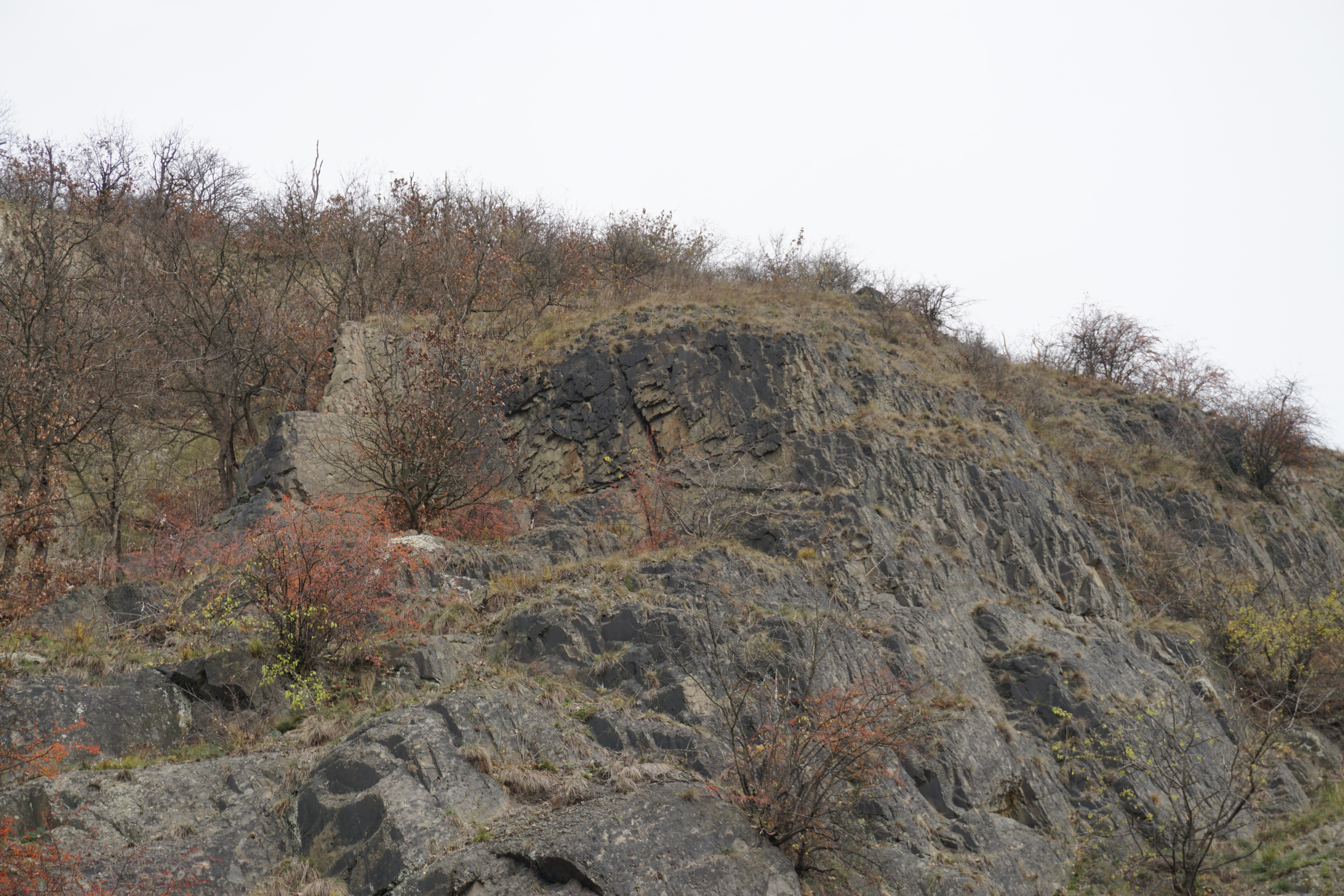
Skála Jabloňka

### Geologie
Před 470 miliony let ordovické moře tvořilo průliv na území České republiky (Plzeň-Železné hory). Během milionů let se moře prohloubilo a vznikly skalecké křemence. Na křemencích bylo možné pozorovat stopy mořských živočichů, protože moře bylo mělké a pobřežní vody byly pro ně vhodným prostředím. Průběhem času na dně vznikly písčité a jílovité usazeniny. Později byly vytvořeny vrstvy černých a šedých břidlic (tzv. dobrotivské souvrství).
Plochy skaleckých křemenců jsou odkryty ve starém lomu. Vrstvy jsou uloženy se strmým jihovýchodním úklonem (60–70 stupňů). Úklon je dán tím, že během variského vrásnění (před 370 milionu let) došlo ke zdvihu oblasti Pražské pánve. Výsledkem tohoto procesu je, že mladší břidlice se nachází na jižní straně (proto má skála tmavé zbarvení) a starší křemence na severní.
Jedno z ramen řeky dříve sahalo až k úpatí svahu. Na začátku 20. století byla provedena regulace toku Vltavy. Po tomto zásahu byl modelován tvar skalního odkryvu. Ten je tvořen písčitými, pevnými jílovci. Jeho svrchní část je pokryta křovinným porostem.

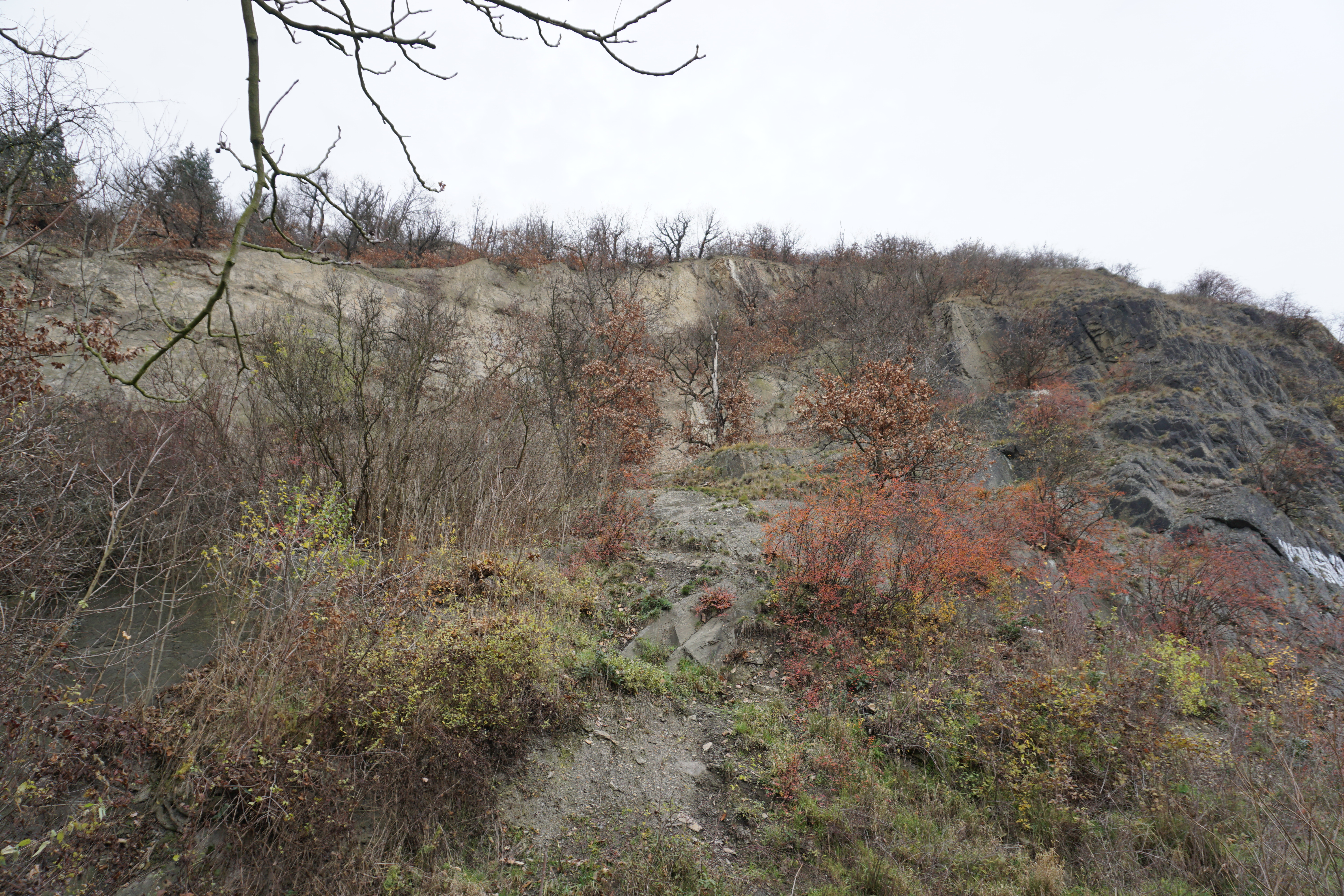
Skála Jabloňka

### Pedologie
Oblast přírodní památky Jabloňka náleží do provincie Česká Vysočina. Půda je tvořena ligotrofními rankery. Místa, na kterých došlo ke hlubšímu zvětrávání, jsou tvořená rankerovými chudými kambizemi.

### Podnebí
Nadmořská výška se pohybuje od 183 do 249 metrů nad mořem. Přírodní památka Jabloňka patří do klimatické oblasti T2. Pro tuto oblast je charakteristická průměrná roční teplota vzduchu 8,1 ⁰C. Srážkový úhrn ve vegetačním období stanoví 350–400 mm, v zimním – 200–300 mm. Proudění větru v létě je jižní, jihovýchodní a jihozápadní; proudění větru v zimě východní či severozápadní.

### Flora
Změna počasí ve čtvrtohorách, vývoj tvaru vltavského údolí a později i zásahy člověka způsobily zásadní změny ve vegetaci. Po následných střídáních klimatických podmínek na území Pražské kotliny došlo k rozdělení typů vegetací. Xerotermní vegetace se vyskytuje na horních hranách skal. Teplomilné trávníky a teplomilné křoviny jsou také součástí vegetační oblasti přírodní památky Jabloňka.
V oblasti chráněného území se vyskytuje kostřava sivá (Festuca pallens), bělozářka liliovitá (Anthericum liliago), čistec přímý (Stachys recta), hvozdík kartouzek (Dianthus cartusianorum), chrpa latnatá (Centaurea stoebe), mařinka psí (Asperula cynanchica), pelyněk ladní (Artemisia campestris), rozchodník bílý (Sedum album), sesel sivý (Seseli osseum), kostřava walliská (Festuca valesiaca), kavyl vláskovitý (Stipa capillata), máčka ladní (Eryngium campestre), mochna stříbrná (Potentilla argentea), sesel fenyklový (Seseli hippomarathrum), hvězdnice zlatovlásek (Aster linosyris), strdivka sedmihradská (Melica transsilvanica), hrušeň polnička (Pyrus pyraster), ptačí zob obecný (Ligustrum vulgare), růže (Rosa sp.), slivoň trnka (Prunus spinosa), trnovník akát (Robinia pseudacacia) aj.
Mezi chráněné rostlinné druhy rostoucí v této oblasti patří například hvězdnice zlatovlásek (Aster linosyris). Oman německý (Inula germanica) je zvláště chráněný druh, uvedený v Červeném seznamu. Bělozářka liliovitá (Anthericum liliago) je silně ohrožená rostlina.

### Fauna

#### Bezobratlí
Na území chráněného území se vyskytuje teplomilný hmyz. Nachází se zde například ploštice: hranatka obecná (Phymata crassipes), zákeřnice červená (Rhynocoris iracundus); mandelinkovité brouky Longitarsus celticus a Cassida pannonica; nosatcovité brouky Otiorhynchus rugosostriatus a Trachyphloeus spinimanus; blanokřídlí: Chrysis germari, Chrysis marginata; hrabalky: Evagetes subglaber, Arachnospila ausa.
Vyskytují se zde pavouci: skálovka malá (Zelotes exiguus), sklípkánek pontický (Atypus muralis), teplomil čtyřskvrnný (Titanoeca quadriguttata), zápřednice ostruhová (Cheiracanthium effossum).
Fauna měkkýšů není tak bohatá. Vyskytují se zde druhy Cochlicopa lubricella, Alinda biplicata sordida, Truncatellina cylindrica.

#### Obratlovci
V lokalitě PP Jabloňka se vyskytují převážně ptáci. Hnízdí v křovinatých lemech. Druhy: pěnice pokřovní (Sylvia curruca), pěnice černohlavá (Sylvia atricapilla), ťuhýk obecný (Lanius collurio), krahujec obecný (Accipiter nisus), chocholouš obecný (Galerida cristata).
Ostatní obratlovci, kteří se zde vyskytují: ropucha obecná (Bufo bufo), ještěrka obecná (Lacerta agilis) a užovka obojková (Natrix natrix).

## Ochrana
Jabloňka byla vyhlášena jako přírodní památka 29. června v roce 1968. Oblast je chráněná z důvodu existence skalního masivu tvořeného břidlicemi a křemenci pocházejícími z ordoviku. Dříve se při úpatí hromadil pevný a toxický odpad. Značný vliv na okolí měly úpravy v nivě Vltavy. Okolí nyní chráněné oblasti také ovlivňoval provoz v lomu.
Podle plánu péče by se na území mělo provést několik zásahů na Povltavské ulici a také u úpatí skal, např. odstranění toxického odpadu, rekultivace umělé zavážky a rehabilitace okolí. V současné době péče o rostliny zahrnuje udržování xerotermních a stepních částí. Zarůstání nepůvodními dřevinami nepředstavuje problém, protože tento proces se brzdí důsledným managementem. Nezbytná jsou omezení různých aktivit včetně horolezectví a skálolezectví, důležité je i věnovat pozornost rizikům požárů.

## Turismus
Lokalita není významným turistickým cílem. Případní návštěvníci by ale měli být opatrní, protože na území jsou náhorní plotny, které leží šikmo a nejsou bezpečné. Lokalitu navštěvují vědci a studenti, kteří mají zájem o přírodu.

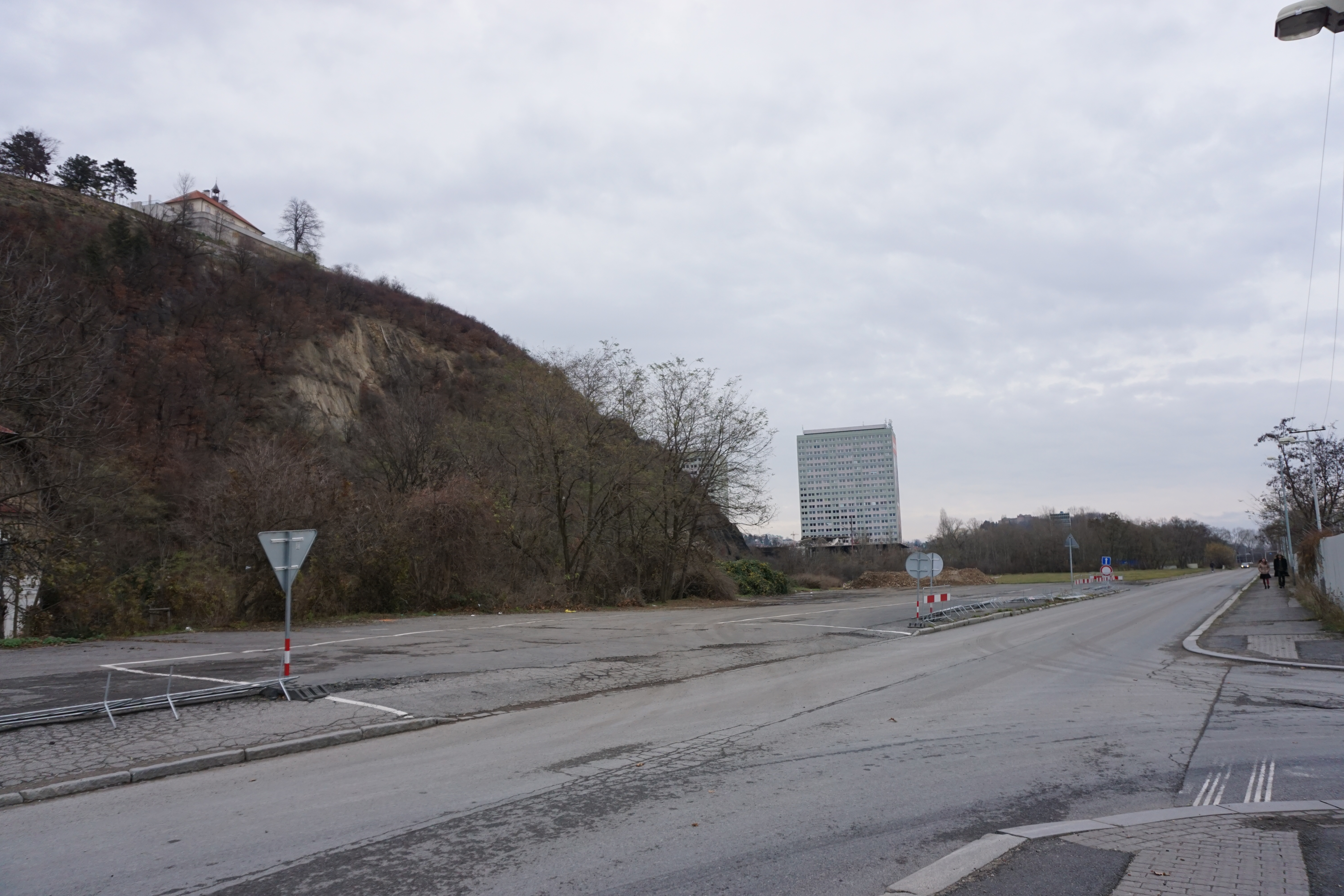
Výhled z Povltavské ulice